# 手刀
手刀（てがたな）は、日本の儀礼のひとつである。
大相撲で勝った力士が懸賞を受け取るときに手でおこなう所作もこれに含まれる。

## 儀礼としての手刀

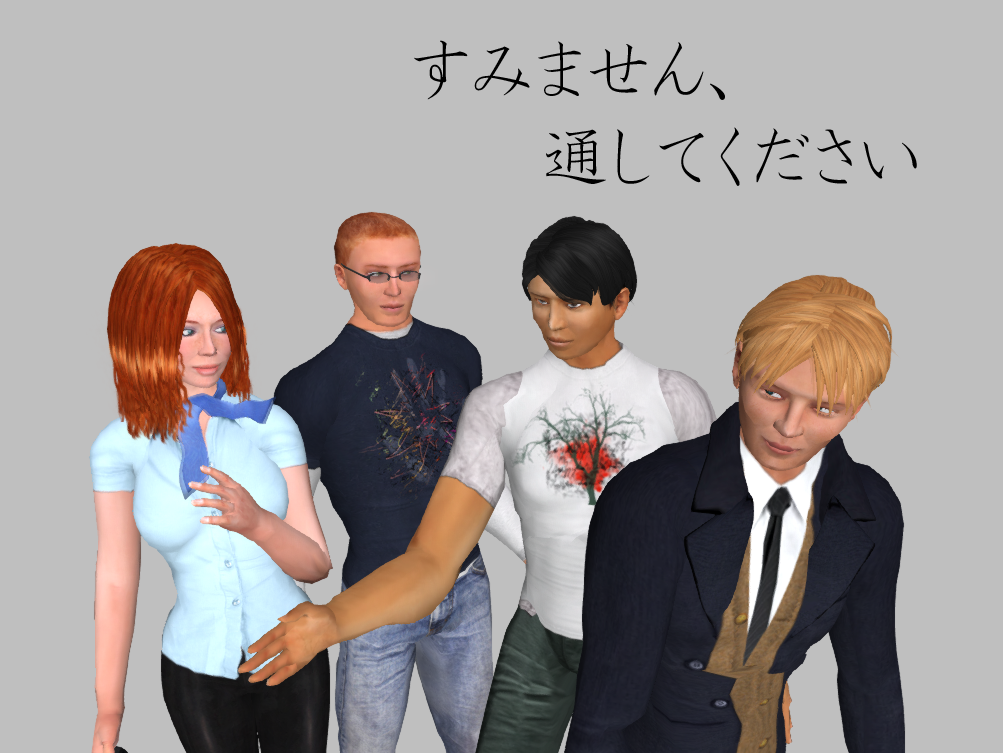
手刀で人混みをかき分ける日本の仕草

日本では、人の前を横切る時、または雑踏に分け入っていく際などに、縦にした片手を体からやや離した位置で小さく数回上下させることがある。これが「手刀を切る」と呼ばれる仕草である。これは東アジアでは日本特有のもので、特に人混みへ入っていく場合には、手刀をやりつつやや腰をやや屈め気味にしながら「すみません」「前を通ります」などの言葉を添えて通る場合が多い。
ただし、欧米人の前でこれをやると「なんだこいつは!」となる。
手刀は元々、相手に掌を開いてみせることで、自分が武器を持っていないと表しつつ、自分が通ろうとしている道をも示すと言う意味を持っていたとされる。また、腰を低めにすることや言葉を言い添えるのも、謙虚さの体現と言える。
かつては一部の職能に見られた礼法であったものの、近年の日本では、相手の次第に関わらず取りうる（取ることを許される）礼法として男性を中心に進んできており、その疎通能力の高さから一般人にも浸透してきている。

## 相撲の手刀
大相撲では、幕内の懸賞金のついた相撲で勝った力士が懸賞金を受け取る際に手刀を切る。
この習慣は、昭和10年〜20年代に活躍した元大関の名寄岩静男が再興したものといわれている。軍配に向かって左・右・中の順に手刀を切るというものであり、左が神産巣日神（かみむすびのかみ）、右が高御産巣日神（たかみむすびのかみ）、中が天御中主神（あまのみなかぬしのかみ）の五穀の守り三神に感謝する礼儀であるとされているが、「心」の字を書く力士もおり、その場合、懸賞金を受け取った後に4画目を払う動作をしている。
右手で切るのが慣習となっているが、一時期の横綱朝青龍明徳をはじめ左手で切った力士もいる。